# Seznam brigad Teritorialne obrambe Republike Slovenije
Seznam brigad Teritorialne obrambe Republike Slovenije.

## 1973 - 1991
Ljubljana in Ljubljanska pokrajina
- 1. brigada teritorialne obrambe »Miro Perc-Maks«
- 2. brigada teritorialne obrambe »Franc Ravbar-Vitez«
- 3. brigada teritorialne obrambe »Lado Mavsar-Ronko «
- 34. brigada teritorialne obrambe »Matija Blejc-Plamen «

Severna in Južna Primorska
- 11. brigada teritorialne obrambe
- 12. brigada teritorialne obrambe
- 13. brigada teritorialne obrambe »Pinko Tomažič«

Gorenjska
- 21. brigada teritorialne obrambe »Lojze Kebe-Štefan«
- 22. brigada teritorialne obrambe »Stane Žagar«

Dolenjska
- 51. brigada teritorialne obrambe »Jože Kovačič«
- 52. brigada teritorialne obrambe »Milan Majcen«

Zahodna in Vzhodna Štajerska
- 31. brigada teritorialne obrambe »Franjo Vrunč-Buzdo«
- 32. brigada teritorialne obrambe »Karel Destovnik-Kajuh«
- 33. brigada teritorialne obrambe »Alojz Hohkravt«
- 41. brigada teritorialne obrambe »Ivan Kovačič-Efenko«
- 42. brigada teritorialne obrambe »Milka Kerin«
- 43. brigada teritorialne obrambe »Štefan Kovač«
- 44. brigada teritorialne obrambe

Posebne
- Zaščitna brigada